# RIM-24 Tartar

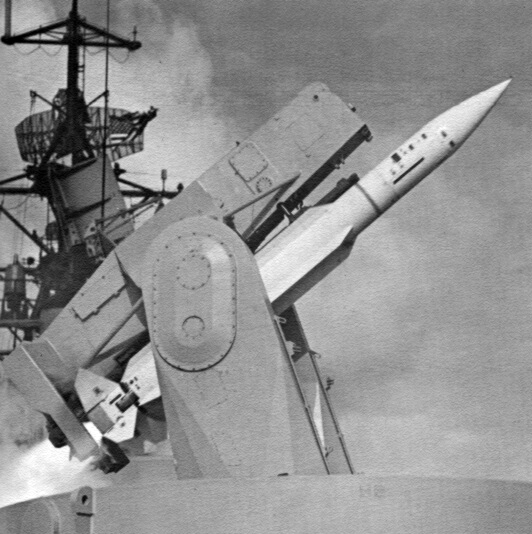
Um míssil RIM-24 Tartar no USS Berkeley (DDG-15)

O General Dynamics RIM-24 Tartar era um Míssil superfície-ar (SAM) naval, foi um dos primeiros mísseis superfície-ar a equipar os navios da Marinha dos Estados Unidos. O Tartar era o terceiro dos chamados "3 Ts ", os três principais SAMs da Marinha em uso nos anos 1960 e 1970, sendo os outros dois RIM-2 Terrier e RIM-8 Talos.

## História
O Tartar nasceu da necessidade de um sistema leve para navios menores, algo que poderia engajar alvos muito próximos. Essencialmente, o Tartar era simplesmente um RIM-2C Terrier sem o impulsionador secundário. O Tartar nunca recebeu uma designação SAM-N-x, e foi chamado simplesmente de míssil Mark 15, até a unificação dos sistemas de designação do Exército-Marinha ser introduzida em 1963.
O Tartar foi utilizada em grande número de navios, de uma variedade de tamanhos. Inicialmente, o lançador Mk 11 foi usado, posteriormente os navios utilizaram o Mk 13 e Mk 22. As primeiras versões provaram-se pouco confiáveis. A Melhoria do Programa de Reforma do Tartar atualizou os mísseis anteriores para um padrão RIM-24C muito melhorado. Desenvolvimento de versões posteriores foi cancelado e um novo míssil, o RIM-66 Standart foi projetado para substituí-lo. Mesmo após a atualização para o uso de um novo míssil, os navios ainda eram chamados de navios Tartar porque levaram o Sistema de Controle de Fogo de Míssil Guiado Tartar.
Uma versão dedicada à função antinavio para navios da marinha da Alemanha Ocidental, carregando uma ogiva do míssil Bullpup foi abandonada quando a Alemanha comprou o MM38 Exocet em vez disso.

## Versões
- RIM-24A: mísseis originais
- RIM-24B: Tartar melhorado
- RIM-24C: Tartar melhorado pelo programa de reforma do tartar.

## Especificações
Dados da versão RIM-24B:
- Comprimento: 4,72 m (4,6 m para o RIM-24A)
- Envergadura: 61 cm
- Diâmetro: 34 cm
- Massa: 590 kg (580 kg para o RIM-24A)
- Velocidade: Mach 1,8
- Teto de serviço: 20 000 m
- Alcance: 30 km (15 km para o RIM-24A)
- Ogiva: 60 kg de alto explosivo

## Os navios de transporte de Tartar incêndio, sistemas de controle de
- classe Audace (Itália)
- classe Impavido (Itália)
- classe Charles F. Adams/classe Lütjens (Alemanha)/ classe Perth(Austrália)
- classe Albany
- classe Mitscher
- classe Forrest Sherman
- classe Brooke
- classe Califórnia
- classe Virgínia
- classe Kidd'
- classe T 47
- classe Cassard
- classe Tromp

## Operadores

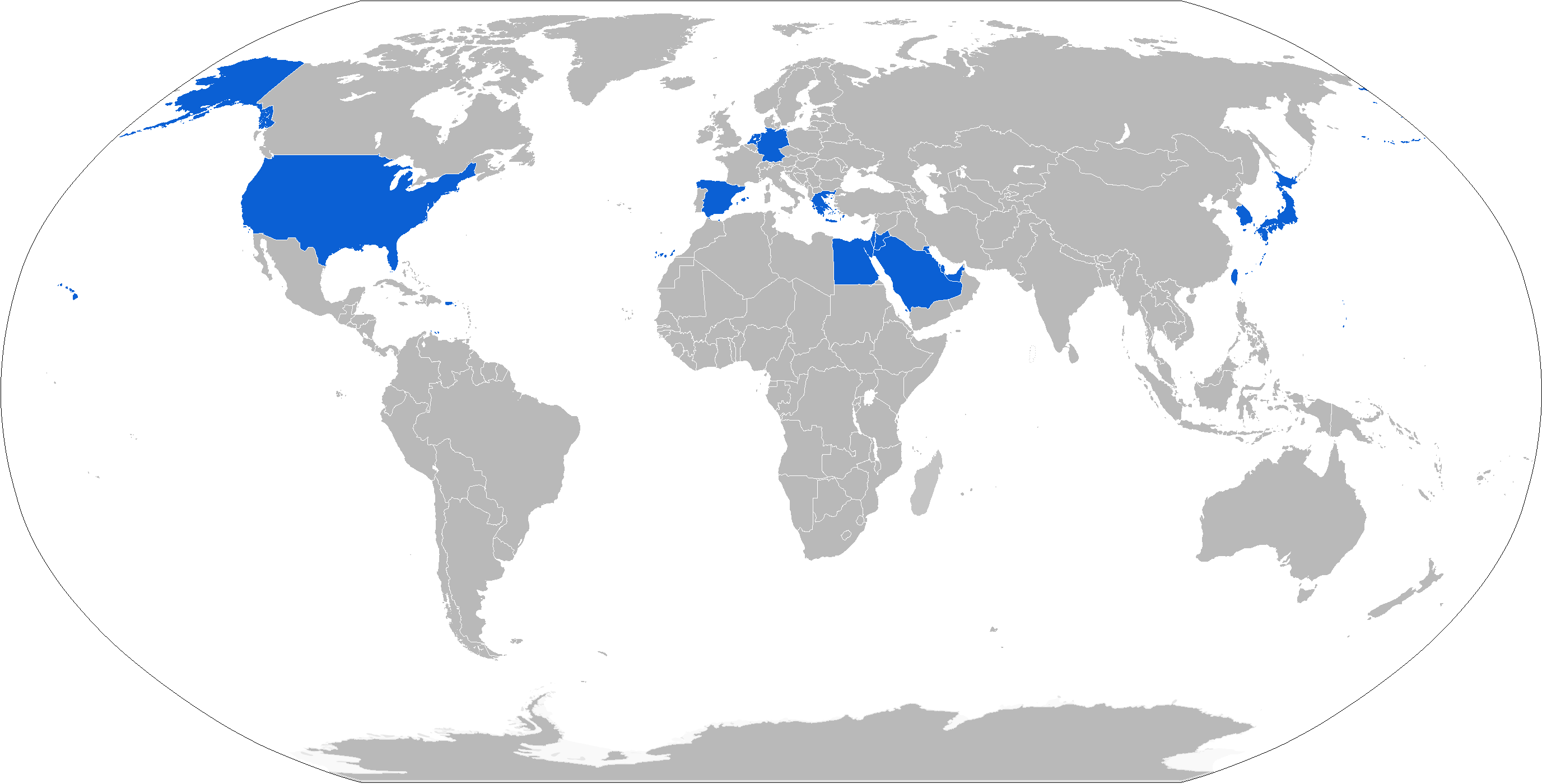
Mapa com os operadores em azul

### Operadores do passado
Austrália
- Marinha Real Australiana

 França
- Marinha Francesa

 Alemanha
- Marinha Alemã

 Itália
- Marinha Italiana

 Japão
- Força Marítima de Autodefesa do Japão

 Países Baixos
- Marinha Holandesa

 Estados Unidos
- Marinha dos Estados Unidos